# デヤン・ボヨビッチ
デヤン・ボヨヴィッチ（セルビア語: Дејан Бојовић、1983年4月3日 - ）は、セルビアの元男子バレーボール選手。元セルビア代表。

## 来歴
スメデレヴスカ・パランカ出身。
2000年、セルビアリーグのレッドスター・ベオグラードに入団し、2003年のリーグ優勝を経験。名門クラブのヴォイヴォディナ・ノヴィサドを経て、国外のプロリーグへ渡り、ギリシャのオリンピアコス、セリエAのモンティキアーリでプレーした。
2005年、ナショナルチーム代表に選出され、通算88試合に出場。セルビア・モンテネグロ代表として出場した2006年世界選手権予選ラウンド・チュニジア戦ではイヴァン・ミリュコビッチに代わりスタメン出場し、チーム最多得点を挙げて勝利に貢献した。ワールドリーグ、欧州選手権で経験を積み、セルビア代表として2008年北京オリンピックに出場した。
同年、日本の東レアローズへ移籍。東レではオポジットを務め、2008/09 Vプレミアリーグの優勝に貢献するとともに、最高殊勲選手賞受賞とベスト6に選出。第58回黒鷲旗全日本選抜大会でベスト6に選出された。2009/10 Vプレミアリーグでは得点王になった。
2015年5月、現役引退が発表された。

## 球歴
- オリンピック - 2008年（5位）
- 世界選手権 - 2006年（4位）
- ワールドリーグ - 2007年（9位）、2008年（準優勝）
- 欧州選手権 - 2005年（3位）、2007年（3位）

## 所属クラブ
- レッドスター・ベオグラード （2000-2005年）
- ヴォイヴォディナ・ノヴィサド （2005-2006年）
- オリンピアコス （2006-2007年）
- ガベカ・モンティキアーリ （2007-2008年）
- 東レアローズ （2008-2015年）